# Alexei Sklyarenko
Alexei Pavlovich Sklyarenko (em russo:  Алексе́й Па́влович Скляре́нко; Verniy, 1870 — São Petersburgo, julho de 1916) foi um participante do movimento revolucionário da Rússia e membro do Partido Operário Social-Democrata Russo (POSDR).

## Vida
Nascido em 1870, em Verniy, que se tornou Alma-Ata, Alexei Skliarenko era filho de um médico.
Quando tinha cerca de 18 anos, sua vida tomou uma virada revolucionária. Em 1886 juntou-se ao movimento dos Narodniks (populistas russos). Em 1887, foi preso e encarcerado em Kresty, uma prisão em São Petersburgo. Em setembro de 1889, conheceu Vladimir Ulyanov (Lenin) e então juntaram-se a um grupo de discussão. Juntos, o pensamento desses dois se desenvolveu para a validade do marxismo. Em 1893 juntou-se a um grupo de marxistas. No ano seguinte foi preso novamente e desta vez foi exilado para a província de Arcangel.
Em 1898 juntou-se ao Partido Operário Social-Democrata Russo (POSDR). Em 1898-1903, fez trabalho de campo para o partido primeiro em Tula e depois em Harbin. Em 1903, seu trabalho para o partido o levou a São Petersburgo. De 1905 a 1907, serviu na Agência do POSDR onde representou a Região Central de Saratov e onde também trabalhou no comitê de Samara do POSDR. Em 1907, foi um dos 338 delegados do V Congresso do Partido Operário Social-Democrata Russo e também foi novamente preso e, nesta ocasião, foi exilado para Syktyvkar. Em 1911, voltou a São Petersburgo, onde adotou o nome da canção Bosoi e onde escreveria itens para os jornais bolcheviques Zvezka e Pravda, bem como a revista Prosveshchenie (Iluminação).
Morreu em São Petersburgo em julho de 1916, nunca vivendo para ver a Revolução de Outubro.

## Fonte
- Baseado em "Alexei P. Skiarenko" da Grande Enciclopédia Soviética (1979)